# Extracorporele schokgolfbehandeling

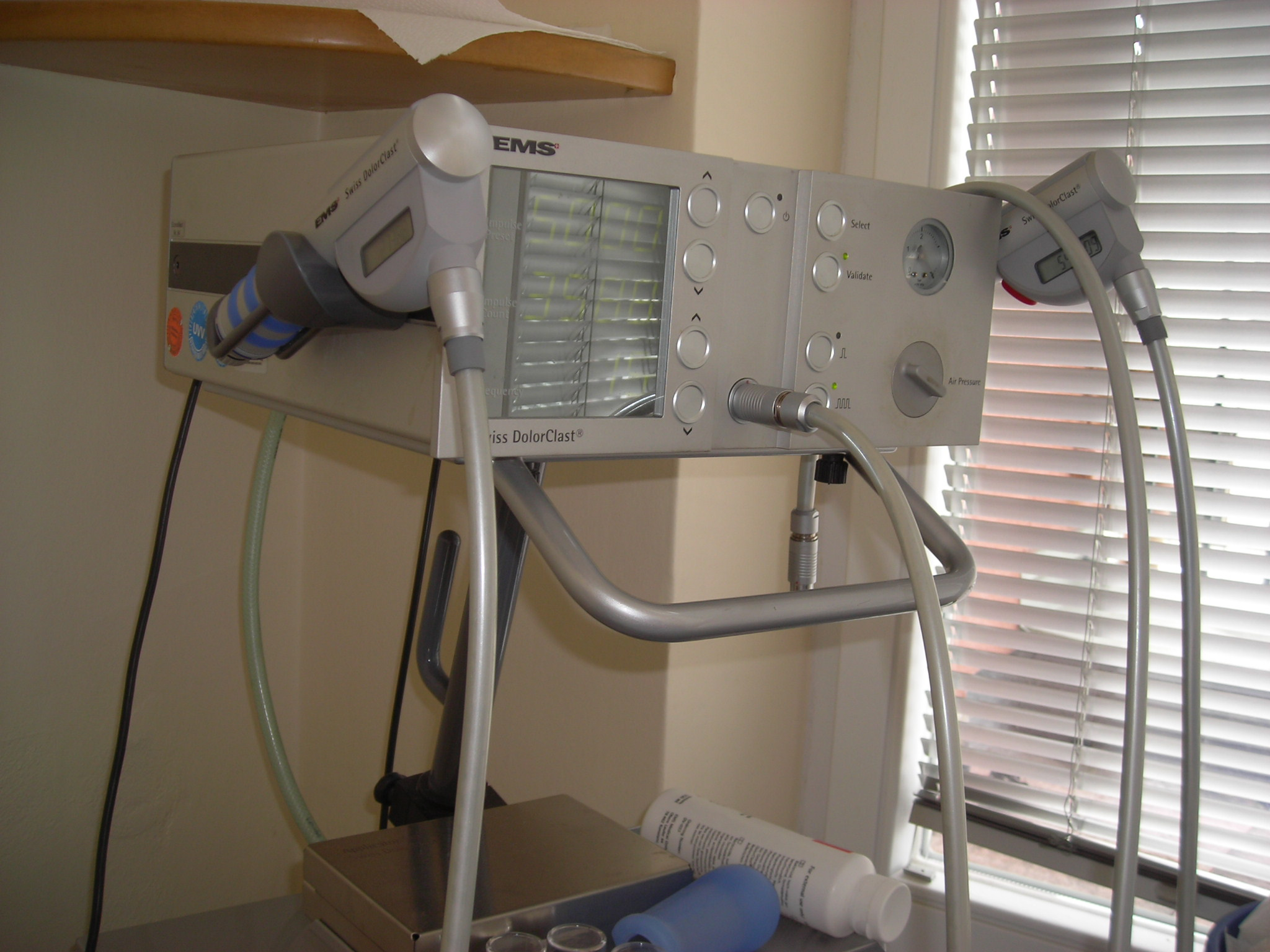

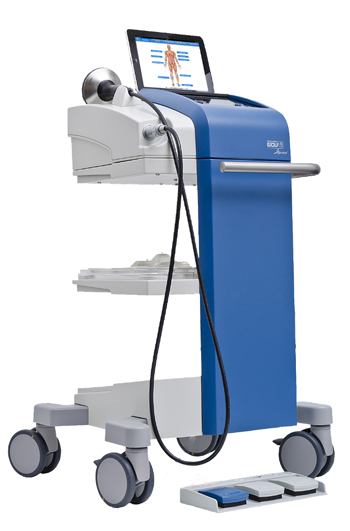

Extracorporele schokgolfbehandeling (ESWT, extracorporeal shock wave therapy) of shockwave is een behandeltechniek waarbij patiënten worden blootgesteld aan krachtige mechanische golfimpulsen die de zachte weefsels binnendringen. Door middel van een behandelkop worden deze golven zodanig gefocust dat ze op een vrij nauwkeurig te bepalen plaats in het lichaam een mechanisch effect sorteren.
De bekendste toepassing is het vergruizen van nierstenen (extracorporele schokgolflithotripsie). Ook wordt de methode toegepast voor het behandelen van pijnklachten aan het bewegingsapparaat (orthopedische toepassing), bijvoorbeeld bij een tennisarm, verkalking in het schoudergewricht, een chronische ontsteking van de achillespees en hielspoor.